# Madecassoside
Il madecassoside è un triterpenoide pentaciclico estratto dalla pianta Centella asiatica.
Studi scientifici hanno accertato l'attività antinfiammatoria di questa sostanza, già conosciuta nella medicina tradizionale attraverso l'utilizzo della pianta da cui è estratta.